# Ensemble Ortskern Burtenbach

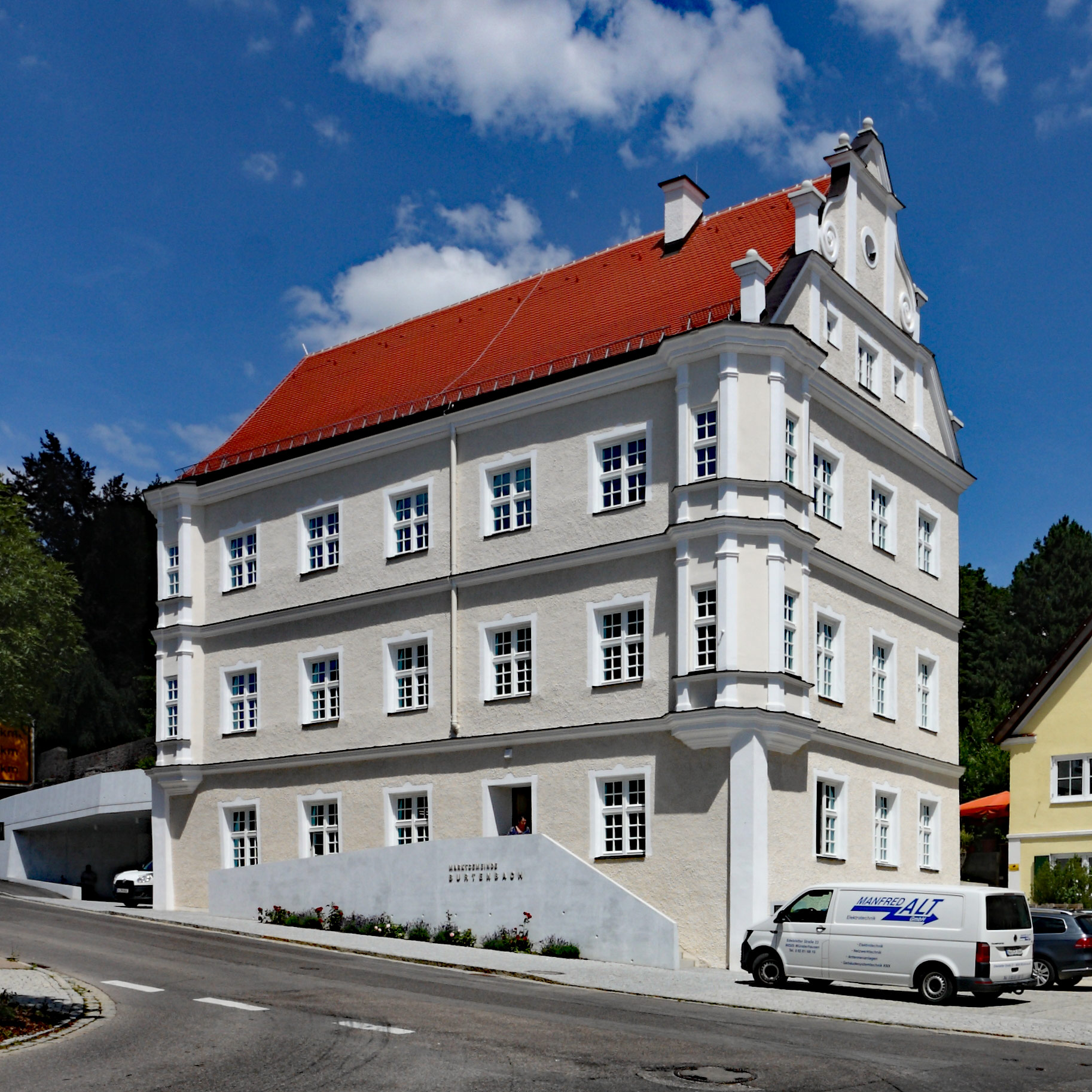
Rathaus in Burtenbach

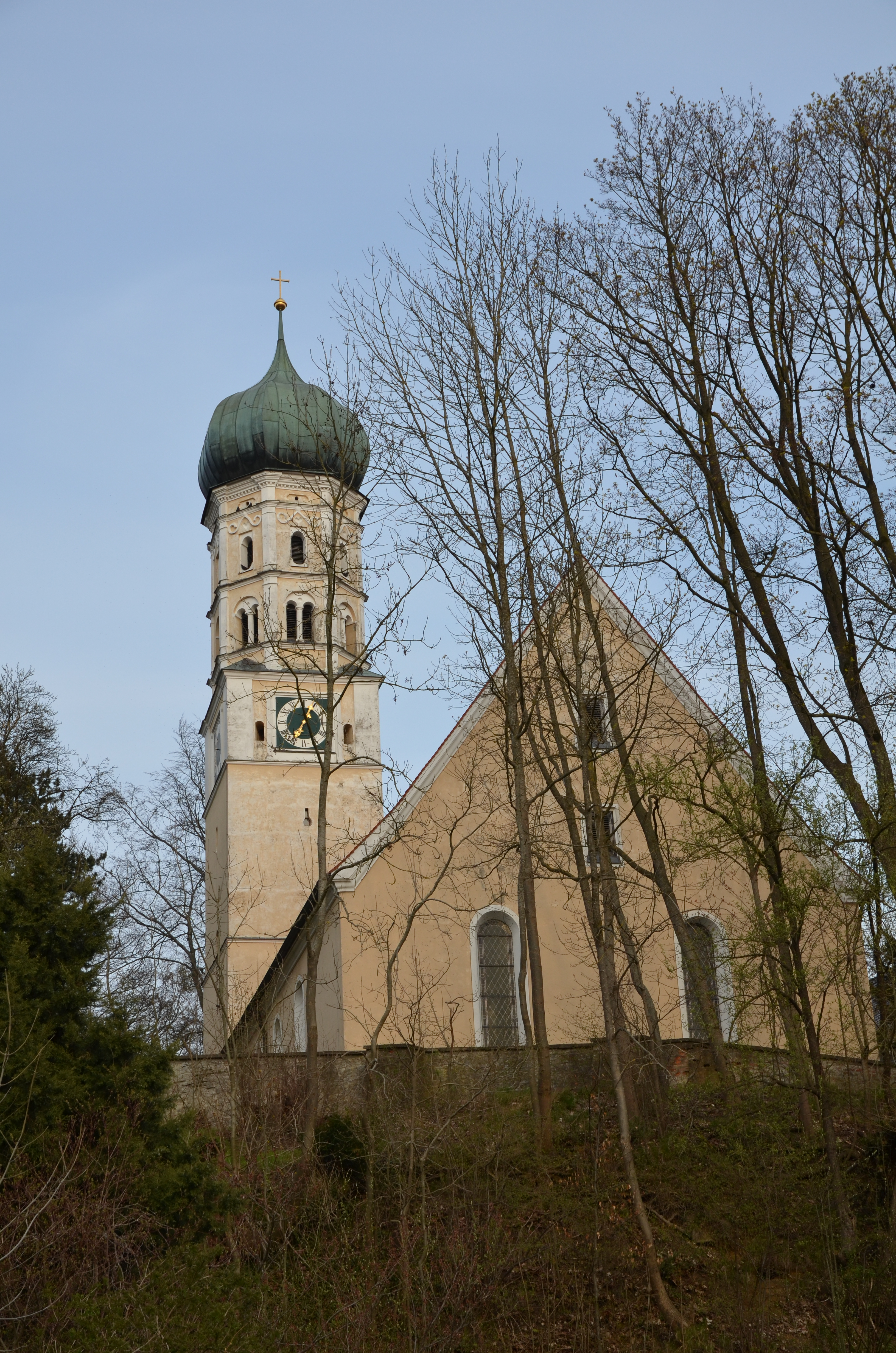
Johanneskirche

Das Ensemble Ortskern in Burtenbach, einer Gemeinde im schwäbischen Landkreis Günzburg in Bayern, ist ein Bauensemble, das unter Denkmalschutz steht.
Der in der ersten Hälfte des 12. Jahrhunderts erstmals genannte Ort erhielt 1471 Marktrechte. Entscheidend für die weitere Entfaltung von Burtenbach war die Erwerbung des Ortes durch Sebastian Schertlin im Jahr 1532, der als Grundherr den Ort zum Zentrum seiner reichsritterschaftlichen Herrschaft ausbaute.
Um den Marktplatz ordnen sich stattliche Gasthäuser und das Rathaus, die im 17. und 18. Jahrhundert errichtet wurden. Nordöstlich davon wird im Bereich mit der evangelisch-lutherischen Johanneskirche und dem Schertlinhaus (ehemaliges Amtshaus) der alte Herrschaftsmittelpunkt des Ortes heute noch anschaulich. 
Das neuere Schloss des 16./17. Jahrhunderts, am nördlichen Ortsrand gelegen, wurde 1737 umgebaut und wird von einem großen Park umgeben. Es gehört zum Ensemble und ist mit dem Markt- und Kirchenbereich durch eine Folge kleiner Wohngebäuden zu beiden Seiten der Straße verbunden.

## Einzeldenkmäler
Siehe: Liste der Baudenkmäler in Burtenbach